# Lycosa virgulata
Lycosa virgulata este o specie de păianjeni din genul Lycosa, familia Lycosidae, descrisă de Franganillo în anul 1920.
Este endemică în Portugal. Conform Catalogue of Life specia Lycosa virgulata nu are subspecii cunoscute.